# 1,2-Naphthochinon
1,2-Naphthochinon ist eine chemische Verbindung aus der Gruppe der Chinone. Sie ist eine der isomeren Naphthochinone, zu denen z. B. auch 1,4-Naphthochinon und 2,6-Naphthochinon gehören.

## Vorkommen
1,2-Naphthochinon ist ein Bestandteil von Tabakrauch.

## Gewinnung und Darstellung
1,2-Naphthochinon kann durch Oxidation von 1-Amino-2-naphthol mit Eisen(III)-chlorid hergestellt werden. 1-Amino-2-naphthol ist beispielsweise durch Reduktion des Azofarbstoffs Acid Orange 7 mit Natriumdithionit zugänglich.

## Eigenschaften
1,2-Naphthochinon ist ein brennbarer, schwer entzündbarer, goldgelber bis brauner, geruchloser Feststoff, der praktisch unlöslich in Wasser ist. Er zersetzt sich bei Erhitzung über 145–147 °C. Die Verbindung ist ein wichtiger Metabolit von Naphthalen und wurde in Dieselruß gefunden.

## Verwendung
1,2-Naphthochinon wird als Zwischenprodukt zur Herstellung von Farbstoffen verwendet.